# El Niño Gusano
El Niño Gusano fue un grupo español de indie pop formado en Zaragoza, en 1993, por Sergio Vinadé, Sergio Algora, Mario Quesada y Andrés Perruca, al que en 1997 se añadió Paco Lahiguera. 
Destacaron, entre otras cosas, por la originalidad de sus textos, que algunos consideraron surrealistas. Musicalmente, exhibían una variada gama de influencias, desde la primera psicodelia británica y el pop español de los 60 hasta el indie rock anglosajón.

## Trayectoria
Su primer disco fue el vinilo Palencia epé (1994), que contenía cuatro canciones, entre ellas dos de las más conocidas de la primera etapa de la banda, "Todo comenzó a ir mal" y "Yukón". Empezaron a tener cierto éxito con su primer LP, Circo luso, en el que aparecía otra de sus grandes canciones, "La mujer portuguesa". Gracias a esto, su siguiente trabajo, El efecto lupa, fue editado por Grabaciones en el Mar en colaboración con la multinacional RCA. No obstante, el disco no llegó a tener el éxito de ventas esperado, aunque permitió al grupo alcanzar mayor difusión y tocar en varios festivales, como el de Benicàssim. En 1998 apareció su nuevo disco, El escarabajo más grande de Europa, cuya esmerada producción no logró tampoco que El Niño Gusano consiguiese un éxito masivo. En el verano de 1999 el grupo se deshizo, aunque al año siguiente apareció todavía Fantástico entre los pinos, un doble CD con abundante material inédito, incluyendo rarezas como su primera maqueta o las caras B de los sencillos. Temas del grupo aparecieron también en varios discos recopilatorios, así como en discos de homenaje a Joy Division y a los Beatles. 
El grupo se disolvió en 1999. Algunos de sus integrantes continuaron su carrera musical: Sergio Algora formó el grupo Muy Poca Gente, y más tarde La Costa Brava. Sergio Vinadé y Andrés Perruca fundaron el grupo Tachenko. Andrés Perruca fue posteriormente batería de The Secret Society. 
En 2004 se editó un doble CD de homenaje a El Niño Gusano, titulado Pana, pijama, lana, en el que intervinieron numerosos grupos y solistas de la escena musical española.
Sergio Algora falleció el 9 de julio de 2008, a la edad de 39 años.

## Miembros
- Sergio Algora - Voz
- Sergio Vinadé - Guitarra y teclados
- Paco Lahiguera - Guitarra
- Mario Quesada - Bajo
- Andrés Perruca - Batería

## Discografía

### LP
- Circo luso. Grabaciones en el mar, 1995.
- El efecto lupa. Grabaciones en el mar / RCA, 1996.
- El escarabajo más grande de Europa. BMG, 1998.
- Fantástico entre los pinos (doble CD) Grabaciones en el mar / BMG, 2000.

### EP
- Palencia epé (EP 7"). Grabaciones en el mar, 1994 (No editado en formato CD)
- Bernadutz EP. Grabaciones en el mar, 1995. (EP en formato CD)
- Veo estrellitas (10"). Grabaciones en el mar, 1997. (No editado en formato CD)

### Sencillos
- Pon tu mente al sol. Grabaciones en el mar, 1996.
- Mr. Camping. Grabaciones en el mar, 1997.
- Lourdes. BMG, 1999.
- Ahora feliz, feliz. BMG, 1999.

### Discos Homenaje
- Pana, pijama, lana. Tributo a El Niño Gusano (doble CD) Grabaciones en el mar, 2004